# Mark Lynas
Mark Lynas, né en 1973, est un écrivain, journaliste et militant écologiste britannique qui se concentre sur les changements climatiques.

## Biographie
Il est né aux Fidji, a grandi au Pérou et au Royaume-Uni. Il détient un diplôme en histoire et en sciences politiques de l'université d'Édimbourg. Il vit à Oxford, en Angleterre. Il a publié plusieurs livres, dont Six Degrees: Our Future on a Hotter Planet (en) (Six Degrés : que va-t-il se passer ? en 2008 chez Dunod), et The God Species: Saving the Planet in the Age of Humans (Les espèces de Dieu : Sauver la planète à l'ère des humains) en 2011.
Il contribue à des magazines tels que le New Statesman, la revue Ecology, le magazine littéraire Granta ou des journaux tels que The Guardian et The Observer au Royaume-Uni. Il a également travaillé sur le film The Age of Stupid.

## Principaux travaux et publications
En 2004, Lynas publie High Tide: The Truth About Our Climate Crisis (Marée haute : La vérité sur la crise climatique) chez Macmillan Publishers. En 2006, il a également contribué à un livre intitulé Fragile Earth: Views of a Changing World (Terre fragile : Vues d'un monde qui change) publié par Collins, qui présente des images avant et après quelques-uns des changements naturels qui se sont produits dans le monde ces dernières années, y compris le séisme du 26 décembre 2004 dans l'océan Indien et l'ouragan Katrina, portant un regard sombre sur les effets des actions de l'humanité sur la planète.
En janvier 2007, Lynas publie Gem Carbon Counter (Compteur de carbone Gem), contenant des instructions pour calculer les émissions de carbone personnelles des gens et des recommandations sur la façon de réduire leur impact sur l'atmosphère.
En 2007, il publie Six Degrés : notre avenir sur une planète plus chaude, un livre détaillant l'effet progressif du réchauffement climatique dans plusieurs écosystèmes planétaires, de 1 degré à 6 degrés. Une attention particulière est accordée aux mécanismes de rétroaction positive qui pourraient considérablement accélérer le changement climatique et être susceptibles de remettre le climat sur une voie d'emballement. Comme un scénario de fin possible, la libération des hydrates de méthane du fond des océans pourrait reproduire l'évènement d'extinction Permien-Trias.
En 2008, le National Geographic Channel a publié un film documentaire basé sur le livre de Lynas, intitulé Six Degrees Could Change the World.
En 2010, Lynas a publié un article dans le magazine britannique de gauche, New Statesman intitulé « Pourquoi nous, les Verts, sommes-nous toujours dans l'erreur »  et la même année il a été le principal contributeur d'un programme de Channel 4 nommé « Pourquoi les Verts se sont trompés » . Dans ces documents, il a adopté une ligne similaire aux écologistes tels que Patrick Moore, Bjorn Lomborg et Richard D. North (en), expliquant qu'il sentait maintenant que plusieurs de ses précédentes convictions bien ancrées étaient erronées. Par exemple, il a suggéré que l'opposition des écologistes, comme lui-même, au développement de l'énergie nucléaire a accéléré le changement climatique, que la proscription du DDT a entraîné des millions de morts et que les cultures OGM sont nécessaires pour nourrir le monde.
Cette dernière position a été attaquée comme condescendantes et naïves par certains commentateurs du monde en développement, y compris celui présenté dans le débat de Channel Four après la diffusion de l'émission. Un certain nombre d'experts ont également critiqué les erreurs factuelles de Lynas dans sa contribution au film. L'écologiste britannique George Monbiot dans le Guardian a écrit que «Brand et Lynas se présentent eux-mêmes comme des hérétiques. Mais leurs pensées correspondent très bien à la pensée du nouvel establishment néolibéral : entreprises, groupes de réflexion, hommes politiques. Les vrais hérétiques sont ceux qui nous rappellent que les progrès sociaux et environnementaux ne sont possibles que si on s'oppose au pouvoir ». Depuis qu'il a écrit cela, George Monbiot n'est plus opposé à l'énergie nucléaire comme une alternative à des sources plus polluantes comme le charbon.
En juillet 2011, il a publié au Royaume-Uni le livre intitulé The God Species: How the Planet Can Survive the Age of Humans (Les espèces de Dieu: Comment la planète peut survivre à l'âge de l'être humain), livre également publié aux États-Unis par le National Geographic en octobre 2011. Lynas y affirme que la Terre est entrée dans l'anthropocène, et que c'est bien l'humanité qui est responsable de l'évolution du climat de la planète, ses cycles bio-géochimiques, la chimie des océans et la couleur du ciel, ainsi que la réduction du nombre d'espèces. Sur la base du concept des frontières planétaires, il propose plusieurs stratégies qui sont controversées au sein de la communauté environnementale, comme l'utilisation du nucléaire pour réduire les émissions de carbone et de géo-ingénierie pour atténuer le réchauffement climatique inévitable, ou le génie génétique (transgénèse) pour nourrir le monde et réduire l'impact environnemental de l'agriculture.

## Pour la défense de l'énergie nucléaire
En janvier 2012, Lynas publie sur son blog un article intitulé 'Pour la défense de l'énergie nucléaire, dans lequel il affirme que « le nucléaire fournit la grande majorité de l'électricité à faible niveau en carbone du Royaume-Uni - jusqu'à 70 %, tout en évitant l'émission de 40 millions de tonnes de dioxyde de carbone par an. C'est pourquoi je veux voir plus de nucléaire au Royaume-Uni et ailleurs, afin d'éviter les émissions de carbone ». En septembre 2012, Lynas a écrit un article de suivi dans le Guardian intitulé « Sans nucléaire, la lutte contre le réchauffement de la planète est perdue ».

## Revirement en faveur des OGM
Dans une conférence de janvier 2013 à la Conférence de l'agriculture Oxford, Lynas détaille sa conversion d'anti-OGM en partisan de la technologie. Il y écrit : «... en 2008 j'écrivais toujours des articles dans le Guardian pour attaquer la science des OGM - même si je n'avais fait aucune recherche universitaire sur le sujet, et en avais une compréhension personnelle très limitée. Je pense que, même à ce stade tardif, je n'avais jamais lu un article revu par des pairs sur la biotechnologie ou la science des plantes... ». Il s'est excusé pour s'être engagé dans des actes de vandalisme sur les essais en champs de cultures génétiquement modifiées et explique sa conversion en déclarant : « Pour moi, cet écologisme anti-sciences est devenu de plus en plus incompatible avec mon environnementalisme pro-sciences en ce qui concerne le changement climatique. » Lynas reproche aux organisations avec lesquelles il a été associé, notamment Greenpeace et la Soil Association, de persister à ignorer les faits scientifiques sur la sécurité des cultures génétiquement modifiées et leurs avantages parce que cela entre en conflit avec leurs idéologies. Il a déclaré qu'il « avait eu tout à fait tort de s'opposer aux OGM. »

## Publications
- High Tide: The Truth About Our Climate Crisis (2004). Picador.  (ISBN 978-0312303655) (384 pages).
- Six Degrees: Our Future on a Hotter Planet (2007; 2008 in USA).  (ISBN 978-0-00-720905-7) (358 pages).
- Carbon Counter (2010). Collins.  (ISBN 978-0007248124) (192 pages).
- The God Species: Saving the Planet in the Age of Humans (2011). National Geographic.  (ISBN 978-1426208911) (288 pages).
- Nuclear 2.0: Why a Green Future Needs Nuclear Power (2013).  (ISBN 978-1906860233) (112 pages).
- Seeds of Science: How we got it wrong on GMOs (2018).  (ISBN 9781472946959)